# Topolino cacciatore (film 1937)
Topolino cacciatore (Moose Hunters) è un film del 1937 diretto da Ben Sharpsteen. È un cortometraggio d'animazione della serie Mickey Mouse, distribuito negli Stati Uniti dalla United Artists il 6 febbraio 1937. Il corto è alla base di un livello del videogioco Topolino Mania. A partire dagli anni novanta è più noto col titolo Caccia all'alce.

## Trama
Topolino, Paperino e Pippo sono a caccia di alci, tutti e tre in possesso di un corno di richiamo. Paperino e Pippo si sono travestiti da alce femmina (inspiegabilmente dotata di corna) al fine di attirare un maschio, il quale dovrà poi essere abbattuto dalla doppietta di Topolino. Quest'ultimo si è camuffato con un cespuglio e cammina su dei trampoli. Poco dopo Topolino si imbatte in un alce e lascia cadere la doppietta, distruggendola; l'alce inizia poi a mangiargli le foglie del travestimento. Intanto anche Paperino e Pippo incontrano un alce maschio, che si innamora immediatamente di loro. Topolino, ormai privo del cespuglio che lo camuffava, viene smascherato dall'alce, ma proprio allora l'animale scorge a sua volta Paperino e Pippo travestiti e si avvicina per corteggiarli. I due alci si scontrano in un combattimento all'ultimo sangue, che provoca un vero e proprio terremoto. In questo frangente Paperino e Pippo perdono il loro travestimento. Rendendosi conto di essere stati ingannati, gli alci inseguono i tre cacciatori, che fuggono dalla foresta sulla loro canoa. Cercando di trattenerli, gli alci distruggono il rivestimento della canoa, ma il trio prosegue con il solo telaio remando all'impazzata.

## Distribuzione

### Edizione italiana
Il corto fu distribuito in Italia nel 1940 in lingua originale. Il primo doppiaggio italiano conosciuto è quello realizzato dalla Royfilm usato 
per la VHS Sono io... Pippo uscita nel marzo 1990 e per la televisione negli anni novanta, utilizzato anche in DVD. Nel 2012 il corto è stato ridoppiato dalla stessa società per la trasmissione nel programma Topolino che risate!, sotto la direzione di Leslie La Penna su dialoghi di Nunziante Valoroso. Non essendo stata registrata una colonna internazionale, nelle scene di dialogo la musica è sostituita da una versione sintetizzata.

### Edizioni home video

#### VHS
America del Nord
- Mickey Mouse and Donald Duck Cartoon Collections Volume 3 (1981)
- Mickey & the Gang (28 settembre 1989)

Italia
- Cartoon Festival III (settembre 1982)[3][4]
- Winny Puh a tu per tu (marzo 1986)[5]
- Sono io... Pippo (marzo 1990)
- VideoParade n. 17 (maggio 1994)[6]

#### DVD
Una volta restaurato, il cortometraggio fu distribuito in DVD nel secondo disco della raccolta Topolino star a colori, facente parte della collana Walt Disney Treasures e uscita in America del Nord il 4 dicembre 2001 e in Italia il 21 aprile 2004. In America del Nord fu incluso anche nel DVD Funny Factory with Mickey uscito il 17 gennaio 2006.